# Микаилов, Сулейман Сурхай оглы
Сулейман Сурхай оглы Микаилов (азерб. Süleyman Surxay oğlu Mikayılov; род. 27 апреля 1962) — глава исполнительной власти Гарадагского района (с 2010). Чемпион Азербайджанской ССР по боксу. Призёр СССР по боксу.

## Биография
Родился 27 апреля 1962 года. В 1984 году окончил Азербайджанский государственный институт физической культуры.
В 2004 году окончил юридический факультет Бакинского государственного университета.
С 1979 года работал тренером Нахичеванской городской детской спортивной школы. С 1984 по 1994 год работал руководителем по физическому воспитанию Нахичеванской городской средней специальной музыкальной школы.
С 1994 по 1995 год являлся директором учреждения «Səma».
С 1995 по 1999 год являлся начальником отдела, первым заместителем управления, начальником управления по борьбе с контрабандой и нарушением таможенных правил Главного таможенного управления г. Баку.
С 1999 по 2001 год являлся заместителем начальника управления Государственного таможенного комитета Азербайджана, начальником управления оперативного контроля Министерства налогов Азербайджана.
Глава исполнительной власти Ярдымлинского района (13 мая 2005 — 21 декабря 2005).
Глава исполнительной власти г. Ленкорань (21 декабря 2005 — 4 марта 2010).
Глава исполнительной власти Гарадагского района г. Баку (с 4 марта 2010).

## Спортивная карьера
С детства занимался боксом. Участвовал в республиканских и международных соревнованиях. Являлся членом спортивного клуба «Динамо». Являлся несколько раз чемпионом Азербайджанской ССР по боксу и призёром СССР.
С 1996 года являлся судьёй Международной ассоциации бокса. 
С 2003 года являлся вице-президентом Федерации бокса Азербайджана.
С 3 ноября 2010 по 2014 год являлся членом исполнительного  комитета Международной ассоциации бокса. 
Также с 16 апреля 2015 года являлся членом исполнительного  комитета Европейской конфедерации бокса.
В 2013 году и с 4 января 2019 года являлся членом бюро Международной ассоциации бокса.